# عقاب جنگی

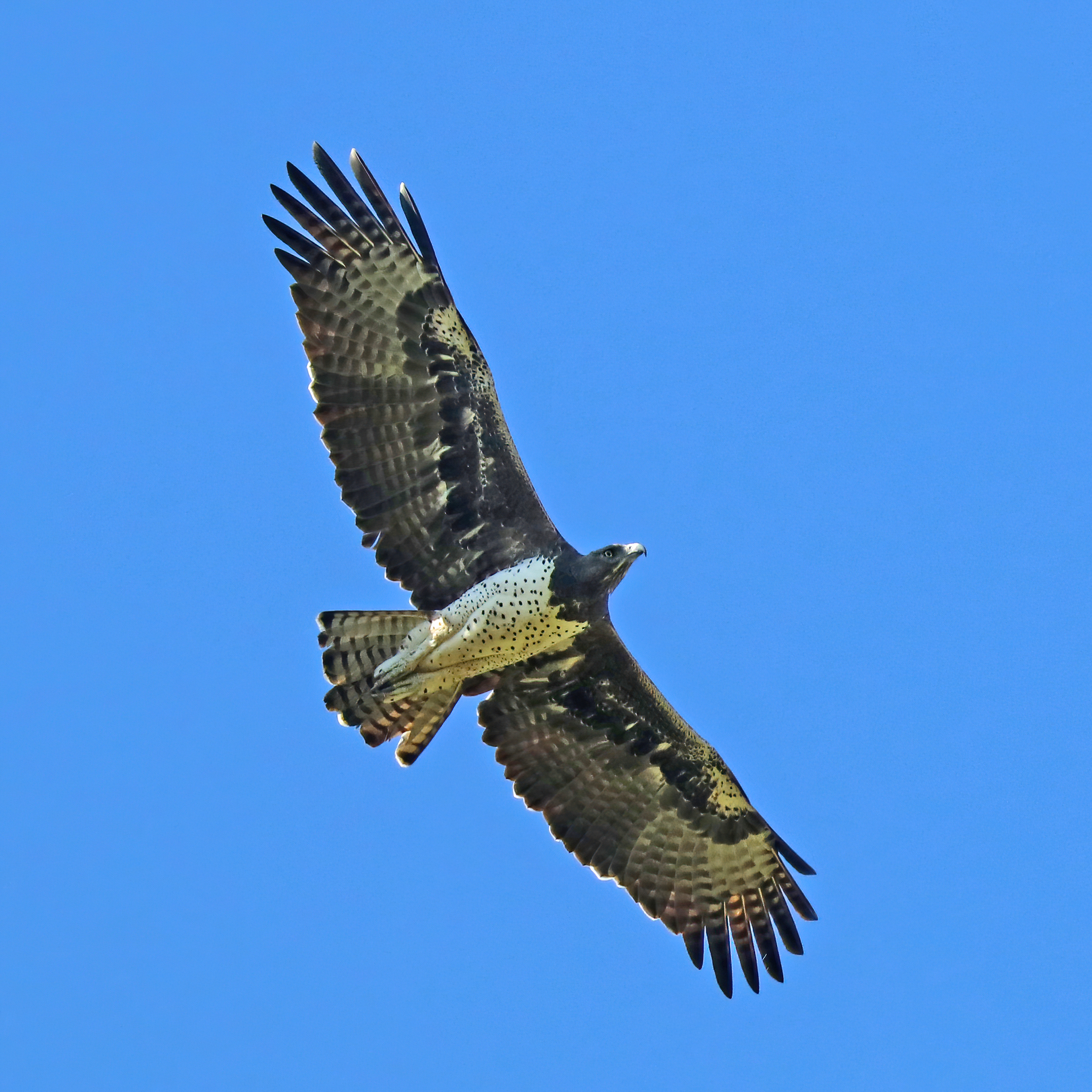
عقاب جنگی حین پرواز

عقاب جنگی (علمی: Polemaetus bellicosus)، پرندهٔ شکاری بزرگی از خانوادهٔ بازان است. این عقاب در زیستگاه‌های باز و نیمه باز جنوب آفریقا زندگی می‌کند. عقاب جنگی برای آشیانه‌سازی به درختان بلند نیاز دارد اما از زندگی در جنگل‌های انبوه پرهیز می‌کند و بیشتر در مناطق نیمه بیابانی و ساوانا با درختهای پراکنده دیده می‌شود.
عقاب جنگی از بزرگ‌ترین و قدرتمندترین انواع عقاب است. طعمه‌های آن بسیار متنوع و با توجه به زیستگاه آن متغیر است. انواع پرندگان، خزندگان و پستانداران در فهرست طعمه‌های این عقاب جای دارند. عقاب جنگی حتی توانایی شکار مارهای پیتون جوان، بابون و میمونهای دیگر و آهوهای کوچک را دارد و شکار غزالکی با وزن ۳۷ کیلوگرم از آن مشاهده شده که احتمالاً بزرگ‌ترین شکار گزارش شده از تمام انواع عقاب است.